# الكلب الأسود (تراث شعبي)

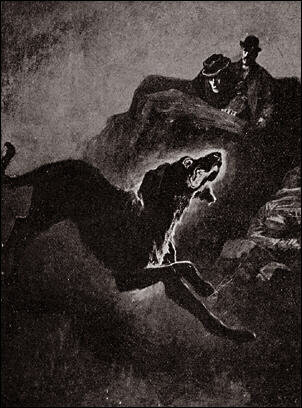
رسم توضيحي لسيدني باجيت لكلب الصيد الخاص بآل باسكرفيل. القصة مستوحاة من أسطورة الكلاب السوداء الشباحية في دارتمور.

الكلب الأسود (بالإنجليزية: The black dog)‏ هو كيان خارق للطبيعة أو طيف شبحي أو شيطاني في الفلكلور الإنجليزي، وله وجود في جميع أنحاء أوروبا والأمريكتين. عادة ما يكون كبيرًا بشكل غير طبيعي مع عيون حمراء أو صفراء متوهجة، وغالبًا ما يكون مرتبطًا بالشيطان (كتجسد إنكليزي لـ كلب الجحيم)، وأحيانًا يكون نذير موت. يرتبط أحيانًا بالعواصف الرعدية، وأيضًا بمفترق الطرق، والعربات (كنوع من الكلاب الخرافية)، وأماكن الإعدام والسبل القديمة.
يُنظر إلى الكلاب السوداء عمومًا على أنها شريرة أو خبيثة، ويقال إن القليل منها مؤذٍ بشكل مباشر. ومع ذلك، يُقال إن بعض الكلاب السوداء، مثل (Gurt Dog) في سومرست، تتصرف بإحسان مثل الكلاب السوداء الحارسة، وتوجه المسافرين ليلًا إلى المسار الصحيح أو تحميهم من الخطر. والكلب الأسود هو موضوع (موتيف) فلكلوري بامتياز.